# Bolinder-Munktell BM 320 Buster
Bolinder-Munktell 320 Buster var en traktor som tillverkades av Bolinder-Munktell mellan 1961 och 1964 i 16 370 exemplar, och var en vidareutveckling av BM Volvo T 425 Terrier.
Den hade en trecylindrig dieselmotor med maxeffekten 40 hästkrafter. Den kunde även förses med bensinmotor, Volvo B 18 C. Detta skedde dock bara i 650 exemplar. Växellådan hade fem växlar framåt och en bakåt.

## Tekniska data[2]
- Tillverkningsår: 1961-1964
- Motor: Perkins 913, 3-cylindrig dieselmotor
- Motoreffekt: 40 hp, 2 000 r/min
- Vridmoment (max) vid 1 200 r/min: 15,1 kpm
- Transmission/hastighet: 5 fram, maxfart 24,8 km/h, 1 back, maxfart 8,5 km/h
- Hydraulsystem: Terra-Trol
- Bränsletank: 35 L
- Kylsystem: 8 L
- Vikt: 1 570 kg
- Längd: 2 950 mm
- Bredd: 1 720 mm